# São Vicente de Lafões
São Vicente de Lafões is een plaats (freguesia) in de Portugese gemeente Oliveira de Frades en telt 793 inwoners (2001).